# Psalm 44

Der Psalm in einem Psalterbüchlein von 1499

Der 44. Psalm ist ein Psalm der Korachsöhne. Er ist in die Reihe der Klagelieder des Volkes einzuordnen.

## Gliederung
Üblicherweise wird der Psalm folgendermaßen gegliedert:
1. V. 2–9: Heilsgeschichtlicher Rückblick.
2. V. 10–23: Schilderung der gegenwärtigen Katastrophe.
3. V. 24–27: Abschließende Bitte um Beendigung der Katastrophe durch Eingreifen JHWHs.

## Deutung
Als zentrale Aussage des Psalms arbeitet Hermann Gunkel den Gegensatz zwischen Vergangenheit und Gegenwart hervor. Das Judentum leide angesichts der goldenen Vergangenheit umso mehr unter der Not der gegenwärtigen Situation.